# کوه ایشیگاکی

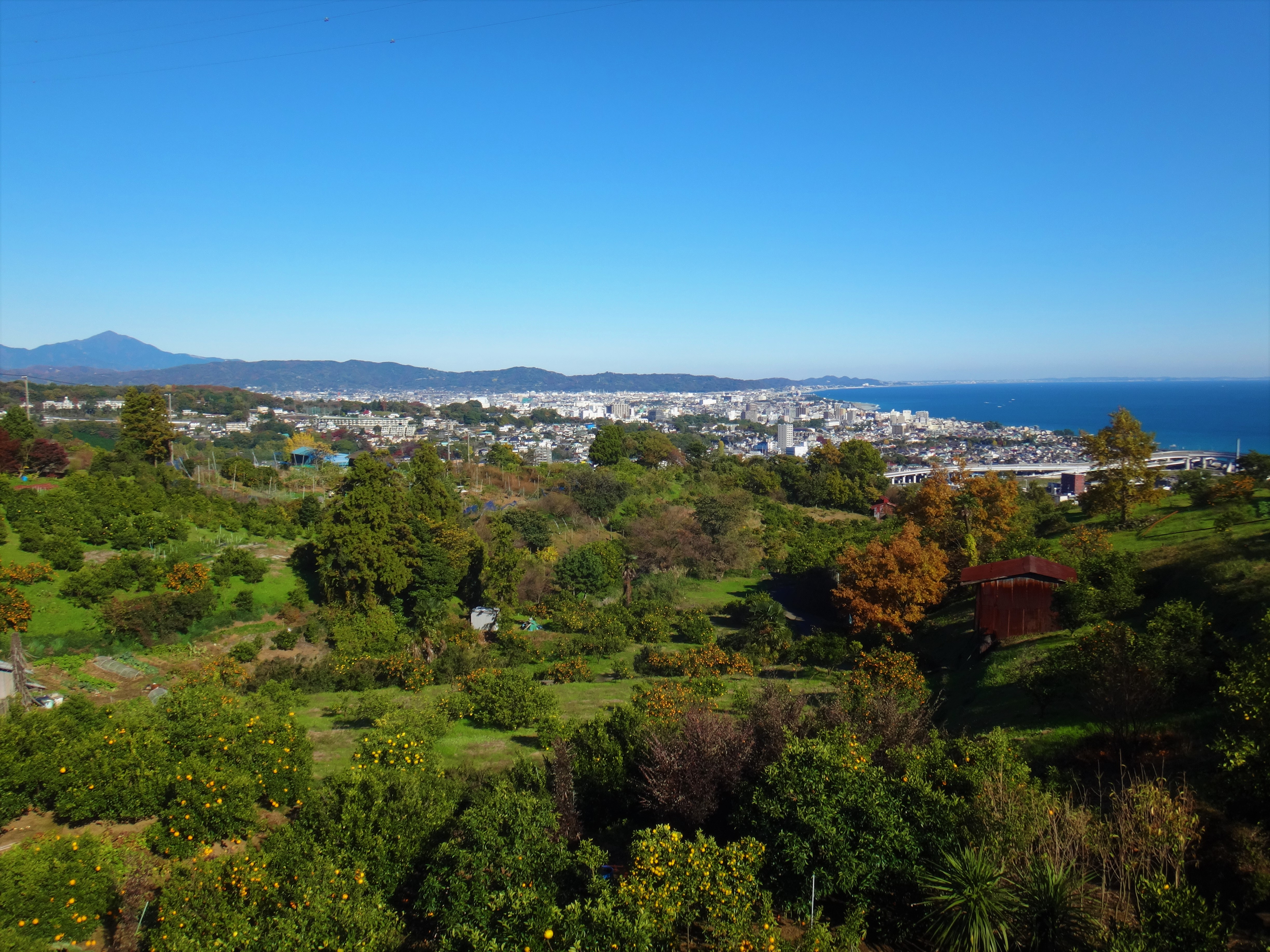
نمایی از شهر اُوداوارا و خلیج ساگامی از بالای کوه ایشیگاکی - ۲۰۱۵

ایشیگاکی یاما (به ژاپنی: 石垣山 ishigakiyama) در استان کاناگاوا (神奈川県) و در نزدیک شهر اُوداوارا (小田原市) قرار دارد.